# Mob Doctor
Mob Doctor est une série télévisée américaine en treize épisodes de 42 minutes créée par Josh Berman et Rob Wright, diffusée entre le 17 septembre 2012 et le 7 janvier 2013 sur le réseau Fox et sur le réseau CTV au Canada.
En France, la série a été diffusée du 31 octobre 2016 au 27 décembre 2016 sur HD1. Cette série reste inédite dans les autres pays francophones.

## Synopsis
Une jeune doctoresse spécialisée en chirurgie cardiaque est partagée entre deux mondes : la médecine, au sein de laquelle elle espère faire carrière, et la mafia de Chicago, à laquelle elle est liée à cause d'une grosse dette dont elle ne parvient pas à s'acquitter.

## Distribution

### Acteurs principaux
- Jordana Spiro (VF : Sophie Frison) : Dr Grace Devlin
- William Forsythe (VF : Patrick Descamps) : Constantine Alexander
- Floriana Lima (VF : Séverine Cayron) : Infirmière Rosa « Ro » Quintero
- Zach Gilford (VF : Sébastien Hébrant) : Dr Brett Robinson
- Jaime Lee Kirchner (VF : Mélanie Dermont) : Dr Olivia Watson
- Željko Ivanek (VF : Michel Hinderyckx) : Dr Stafford White
- James Carpinello (VF : Antoni Lo Presti) : Franco
- Jesse Soffer (VF : Bruno Mullenaerts) : Nate Devlin, frère de Grace
- Wendy Makkena (VF : Rosalia Cuevas) : Daniella Devlin, mère de Grace et Nate

### Acteurs récurrents
- Michael Rapaport (VF : Martin Spinhayer) : Paul Moretti
- Kevin J. O'Connor (VF : Patrick Donnay) : Stavos Kazan
- Shohreh Aghdashloo : Dr Jayana Baylor
- Kevin Corrigan (VF : Philippe Allard) : Titus Amato
- Terry Kinney : Donte Amato
- Jennifer Beals (VF : Colette Sodoyez) : Céleste LaPree
- John Benjamin Hickey : Mark Easton
- Timothy Busfield : Congressman David Ellis
- Jurnee Smollett : Traci Coolidge
- Mike Starr : Al Trapani
- Joshua Leonard : Scott Parker
- Michael Madsen : Russell King
- Michael Graziadei : Louis

## Développement

### Production
Le développement de la série a débuté en septembre 2011 sous le nom de projet Untitled Josh Berman/Rob Wright Project. Le pilote a été commandé en janvier 2012.
Le 9 mai 2012, Fox a commandé la série, qui porte désormais son nom actuel, pour la saison 2012-2013 et lui a attribué 5 jours plus tard la case horaire du lundi à 21 h.
Au Canada, CTV diffuse la série le dimanche soir à 21 h, soit 24 heures avant sa diffusion aux États-Unis.
Le 28 novembre 2012, Fox a annoncé l'annulation de la série, mais diffusera tout de même les treize épisodes.

### Casting
Les rôles ont été attribués dans cet ordre : James Carpinello et Jesse Lee Soffer, Jordana Spiro et Jaime Lee Kirchner, William Forsythe et Zach Gilford.
Parmi les acteurs récurrents et invités : Terry Kinney, Kevin Corrigan, Shohreh Aghdashloo, John Benjamin Hickey, Timothy Busfield et Jurnee Smollett, Mike Starr, Joshua Leonard, Michael Madsen et Jennifer Beals, Michael Graziadei.

## Fiche technique
- Scénaristes du pilote : Josh Berman et Rob Wright
- Réalisateur du pilote : Michael Dinner
- Producteurs exécutifs : Josh Berman, Rob Wright, Michael Dinner et Carla Kettner
- Société de production : Sony Pictures Television

## Épisodes
1. Une dette sur ordonnance (Pilot)
2. Un passé encombrant (Family Secrets)
3. Au pied du mur (Protect and Serve)
4. Le Prix d'un enfant (Change of Heart)
5. Un cœur pour vivre (Legacy)
6. Une fin programmée (Complications)
7. Rien ne va plus (Turf War)
8. Réunion au sommet (Game Changers)
9. La Guerre des chefs (Fluid Dynamics)
10. La Part du diable (Confessions)
11. Triangle familial (Sibling Rivalry)
12. Une dette à payer (Resurrection)
13. À la vie, à la mort (Life and Death)